# Збірна Того з футболу
Збі́рна То́го з футбо́лу — команда, яка представляє Того на міжнародних матчах і турнірах з футболу. Керівна організація — Федерація футболу Того.

## Кубок світу
- 1930–1970 — не брала участі
- 1974–2002 — не пройшла кваліфікацію
- 2006 — груповий турнір
- 2010 — не пройшла кваліфікацію
- 2014 — не пройшла кваліфікацію
- 2018 — не пройшла кваліфікацію
- 2022 — не пройшла кваліфікацію

## Кубок Африки
| - 1957–1965 — не брала участі - 1968 — не пройшла кваліфікацію - 1970 — не пройшла кваліфікацію - 1972 — груповий турнір - 1974 — відмовилась від участі - 1976–1982 — не пройшла кваліфікацію - 1984 — груповий турнір - 1986 — не пройшла кваліфікацію - 1988 — не пройшла кваліфікацію - 1990 — відмовилась від участі |  | - 1992 — не пройшла кваліфікацію - 1994 — вийшла із змагань під час кваліфікації - 1996 — не пройшла кваліфікацію - 1998 — груповий турнір - 2000 — груповий турнір - 2002 — груповий турнір - 2004 — не пройшла кваліфікацію - 2006 — груповий турнір - 2008 — не пройшла кваліфікацію - 2010 — кваліфікувалась, але відмовилась від участі внаслідок теракту, в якому постраждали члени команди - 2012 — не пройшла кваліфікацію - 2013 — чвертьфінал - 2015 — не пройшла кваліфікацію - 2017 — груповий турнір - 2019 — не пройшла кваліфікацію - 2021— не пройшла кваліфікацію |